# Bronisław Bernacki
Bronisław Bernacki (ur. 30 września 1944 w Murafie, zm. 12 listopada 2024 w Winnicy) – duchowny rzymskokatolicki, biskup diecezjalny odesko-symferopolski w latach 2002–2020, przewodniczący Konferencji Episkopatu Ukrainy w latach 2018–2020.

## Życiorys
Święceń prezbiteratu udzielił mu 28 maja 1972 w Rydze Julijans Vaivods. Pracował jako proboszcz w Barze i rodzinnej Murafie. Od 1995 był wikariuszem generalnym diecezji kamienieckiej.
4 maja 2002 mianowany biskupem diecezjalnym nowo powstałej diecezji odesko-symferopolskiej. Sakry biskupiej udzielił mu 4 lipca 2002 kardynał Marian Jaworski, któremu asystowali arcybiskup Nikola Eterović, nuncjusz apostolski na Ukrainie, i biskup Jan Olszański. 1 grudnia 2018 został wybrany przewodniczącym Konferencji Episkopatu Ukrainy. 18 lutego 2020 papież Franciszek przyjął jego rezygnację z urzędu złożoną ze względu na wiek, tego samego dnia przestał pełnić funkcję przewodniczącego Episkopatu.
W 2016 został odznaczony Krzyżem Komandorskim Orderu Zasługi Rzeczypospolitej Polskiej.
Zmarł 12 listopada 2024 w szpitalu w Winnicy.